# Lettervijlvis
De lettervijlvis (Aluterus scriptus) is een straalvinnige vissensoort uit de familie van vijlvissen (Monacanthidae). De wetenschappelijke naam van de soort is voor het eerst geldig gepubliceerd in 1765 door Osbeck.